# برايان باول
برايان باول (بالإنجليزية: Brian Powell)‏ هو لاعب كرة قاعدة أمريكي، ولد في 10 أكتوبر 1973 في بينبردج في الولايات المتحدة، وتوفي في 5 أكتوبر 2009 في تالاهاسي في الولايات المتحدة.

## وصلات خارجية
- برايان باول على موقعبيزبول رفرنس.كوم (الدوري الرئيسي) (الإنجليزية)